# Tjänarnas matsal

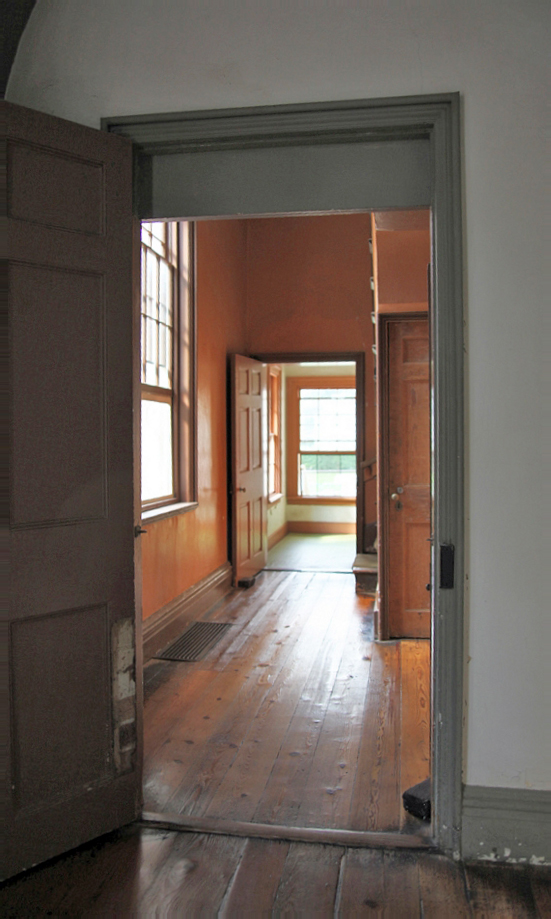
Vy från familjens matsal mot det som var tjänarnas matsal. Arlington House, Virginia, USA.

Tjänarnas matsal är en term för matsalar i större hem, med flera husligt anställda, som framför allt fanns i England under stora delar av 1800-talet, där målen åts under butlerns överseende. Rummet kan även användas som fritidsrum, om separat sådant rum saknas.

## Sverige
I Sverige har termen använts mycket mer sparsamt, men ibland förekommit på en och annan större herrgård eller slott. Förhållandena med husligt anställda var inte lika organiserade, antalet anställda var oftast mycket mindre, och dessutom var manliga betjänter mycket ovanliga i Sverige.